# Glenn Davis
Glenn Ashby Davis (Wellsburg, 12 settembre 1934 – Barberton, 28 gennaio 2009) è stato un ostacolista e velocista statunitense, vincitore di tre medaglie d'oro ai Giochi olimpici.

## Palmarès
| Anno | Manifestazione  | Sede      | Evento   | Risultato | Prestazione | Note            |
| ---- | --------------- | --------- | -------- | --------- | ----------- | --------------- |
| 1956 | Giochi olimpici | Melbourne | 400 m hs | Oro       | 50"1        | Record olimpico |
| 1960 | Giochi olimpici | Roma      | 400 m hs | Oro       | 49"3        | Record olimpico |
| 1960 | Giochi olimpici | Roma      | 4×400 m  | Oro       | 3'02"2      | Record mondiale |